# Cage of Eden
Cage of Eden (エデンの檻 Eden no Ori?) är en manga-serie skriven och tecknad av Yoshinobu Yamada. Den gavs ut av Kōdansha i magasinet Shūkan Shōnen Jump från november 2008 till januari 2013. Kapitlen samlades sedan i 21 tankōbon-volymer. Serien handlar om Akira och hans klasskamrater som efter en flygkrasch befinner sig på mystisk ö bebodd av utdöda förhistoriska djur.